# Fiesta de Min
La fiesta de Min o fiesta de la salida de Min era una ceremonia anual del Antiguo Egipto para celebrar el continuo reinado de un faraón. Se remonta al Egipto predinástico y todavía era muy popular durante el reinado de la dinastía XIX. 
La fiesta estaba relacionada con el culto al rey y se celebraba en el último mes del verano. El propio rey entraba al templo seguido por su esposa, la familia real y su corte. Posteriormente, solo el rey entraba al santuario interior donde la estatua terrenal del dios Min era guardada por sus sacerdotes. Allí depositaba sus ofrendas y quemaba incienso. En la mitología egipcia esto permitía que el alma del dios visitara y saliera para regresar a su hogar en las estrellas cuando fuera necesario.
Después, como en la fiesta de Opet, la estatua del dios, de pie, era sacada del templo en procesión y llevada por veintidós sacerdotes para bendecir las cosechas. Frente a la estatua del dios también había dos pequeñas estatuas sentadas del faraón. Delante del dios Min se desarrollaba una gran procesión ceremonial de sacerdotes que incluía cánticos y danzas sagradas. Al frente, un toro blanco que llevaba un disco solar entre sus cuernos, la representación animal de Min. Al final de la procesión,, cuando llegaban al lugar donde se encontraba el rey, este recibía una gavilla de grano que simbolizaba la fertilidad y que cortaba ceremonialmente para simbolizar su conexión entre los dioses, la tierra y el pueblo y ofrecía el grano al dios en sacrificio. Había diversión y los fieles jugaban desnudos en su honor, el más importante de estos juegos era la escalada de un poste enorme.
El faraón durante esta fiesta procedía también a una suelta de aves (halcones y/o gansos) que debían volar hacia los cuatro puntos cardinales.
La fiesta honraba tanto al rey como al dios con la esperanza de un reinado continuo y próspero trayendo fertilidad a la tierra y a la gente. Esta fiesta, de cuatro días, se recoge, entre otras, en la lista de grandes fiestas en el templo de Ramsés III en Medinet Habu.